# Морський вугор зірчастий
Морський вугор зірчастий (Conger myriaster) — риба родини Конгерових (Congridae).. Цінний промисловий об'єкт. Вважається найсмачнішою рибою серед конгерових. Є традиційним об'єктом лову і марикультури в Японії.

## Характеристика[3]
Сягає 1 м довжиною. Голова і тіло вкриті великими білими плямами. Нижня щелепа варіює в розмірах, премаксилярні зуби не виступають. Верхня губа складається в глибокі пази. Щелепні зуби в один ряд. Преанальних латеральних пор 39–43. Хребців 142–148.

## Ареал
Поширена в північно-західній Пацифіці біля берегів Японії, Корейського півострова, у Східно-Китайському морі.

## Біологія
Морська демерсальна океанодромна риба помірних широт, діапазон 46°–19° п.ш., 113°–143° с.д.. Живе на глибинах до 320–830 м. Звичайний вид на піщано-мулистих ґрунтах біля берегів Японії.